# Condado de Hamlin
El condado de Hamlin (en inglés: Hamlin County, South Dakota), fundado en 1873,  es uno de los 66 condados en el estado estadounidense de Dakota del Sur. En el 2000 el condado tenía una población de  5540 habitantes en una densidad poblacional de 2 personas por km². La sede del condado es Hayti.

## Geografía
Según la Oficina del Censo, el condado tiene un área total de 1393 km² (537,8 mi²), de la cual 1313 km² (506,9 mi²) es tierra y 81 km² (31,3 mi²) es agua.

### Condados adyacentes
- Condado de Codington - norte
- Condado de Deuel - este
- Condado de Brookings - sureste
- Condado de Kingsbury - suroeste
- Condado de Clark - oeste

## Demografía

En el 2000 la renta per cápita promedia del condado era de $33 851, y el ingreso promedio para una familia era de $41 511. El ingreso per cápita para el condado era de $16 982. En 2000 los hombres tenían un ingreso per cápita de $28 446 versus $21 412 para las mujeres. Alrededor del 12.10% de la población estaba bajo el umbral de pobreza nacional.
| 1900 | 1910 | 1920 | 1930 | 1940 | 1950 | 1960 | 1970 | 1980 | 1990 | 2000 | 2010 |
| ---- | ---- | ---- | ---- | ---- | ---- | ---- | ---- | ---- | ---- | ---- | ---- |
| 5945 | 7475 | 8054 | 8299 | 7562 | 7058 | 6303 | 5172 | 5261 | 4974 | 5540 | 5903 |

## Ciudades y pueblos
- Bryant
- Castlewood
- Dempster
- Estelline
- Hayti
- Hazel
- Lake Norden
- Thomas

## Mayores autopistas
| - Interestatal 29 - Carretera de U.S. 81 - Carretera Dakota del Sur 21 - Carretera Dakota del Sur 22 | - Carretera Dakota del Sur 28 |